# Dehlitz
Dehlitz (Saale) è un ex-comune tedesco di 574 abitanti, situato nel land della Sassonia-Anhalt.
Dal 1º gennaio 2011 è stato accorpato al comune della città di Lützen.
Fa parte della comunità amministrativa di Verwaltungsgemeinschaft Lützen-Wiesengrund.